# Gramlille
Gramille er en fredet bygning der ligger på Lyngby Hovedgade overfor Lyngby Kirke i Kongens Lyngby nord for København. Bygningen er i dag en del af Stadsbiblioteket i Lyngby som er under Lyngby-Taarbæk Bibliotekerne, og den er forbundet til resten af biblioteksbygningen via en glaskorridor.
Bygningens historie går tilbage til 1748 en fransk gesandt, Abbé Lemaire, opførte et hus tæt ved Lyngby Kirke. Det blev bygget på lejet land og efter Lemaire blev kaldt tilbage til Frankrig i 1753 overgik det til Jean Henri Desmercières. Han solgte det til købmanden Reinhard Iselin i 1757. Ti år senere blev det købt af en professor fra Det Kongelige Danske Kunstakademi
Huset blev købt af Hother Müffelmann i 1875. Han introducerede det nuværende navn, som referer til en gård i Gram, som han lejede.
I 1955 blev bygningen købt af Lyngby-Taarbæk Kommune, og siden 1963 har det indeholdt bibliotekets musikafdeling.